# Rally de Zlín de 2022
El Rally de Zlín de 2022, oficialmente 51. Barum Czech Rally Zlín, fue la quincuagésima primera edición y la séptima ronda de la temporada 2022 del Campeonato de Europa de Rally. Se celebró del 26 al 28 de agosto y contó con un itinerario de trece tramos sobre asfalto que sumaban un total de 202,57 km cronometrados.
El rumano Simone Tempestini único rival directo por el título del español Efrén Llarena participante en la prueba se bajó del evento provocando que Llarena y su copiloto Sara Fernández se consagraran campeones continentales sin haber tenido que disputar la prueba. Llarena se convirtió en el segundo español en lograrlo tras Antonio Zanini que lo consiguió en 1980, mientras que Fernández revalidó su entorchado de copilotos conseguido la temporada anterior.
El ganador de la prueba fue el Rey del Barum, Jan Kopecký quien en otra prueba de superioridad en su prueba de casa se impuzo por más de treinta segundos a su compatriota Filip Mareš para conseguir su séptima victoria consecutiva en la prueba y la undécima total. El podio lo cerro el austriaco Simon Wagner quien consiguió su segundo podio de la temporada y de su carrera en el campeonato. El recientemente coronado campeón, el español Efrén Llarena no pudo estrenar su título de la mejor manera en la tercera etapa de la competencia tuvo una salida de pista y choque que lo obligaron a pasar a él y a su copiloto, Sara Fernández la noche en el hospital, Fernández no sufrió ninguna herida mientras que Llarena sufrió una lesión en una vértebra.

## Lista de inscritos
| Num.                     | Piloto                   | Copiloto                  | Automóvil              | Equipo                                |
| ------------------------ | ------------------------ | ------------------------- | ---------------------- | ------------------------------------- |
| 1                        | Efrén Llarena            | Sara Fernández            | Škoda Fabia Rally2 evo | Team MRF Tyres                        |
| 2                        | Simone Tempestini        | Sergiu Itu                | Škoda Fabia Rally2 evo | Simone Tempestini                     |
| 3                        | Javier Pardo Siota       | Adrián Pérez Fernández    | Škoda Fabia Rally2 evo | Team MRF Tyres                        |
| 4                        | Jan Kopecký              | Jan Hloušek               | Škoda Fabia Rally2 evo | Agrotec Škoda Rally Team              |
| 5                        | Alberto Battistolli      | Simone Scattolin          | Škoda Fabia Rally2 evo | Alberto Battistolli                   |
| 6                        | Erik Cais                | Petr Těšínský             | Ford Fiesta Rally2     | Yacco ACCR Team                       |
| 7                        | Simone Campedelli        | Tania Canton              | Škoda Fabia Rally2 evo | Team MRF Tyres                        |
| 8                        | Ken Torn                 | Kauri Pannas              | Ford Fiesta Rally2     | Plon RT                               |
| 9                        | Norbert Herczig          | Ramón Ferencz             | Škoda Fabia Rally2 evo | Team MRF Tyres                        |
| 10                       | Tom Kristensson          | Andreas Johansson         | Hyundai i20 R5         | Kowax 2BRally Racing                  |
| 11                       | Simon Wagner             | Gerald Winter             | Škoda Fabia Rally2 evo | Eurosol Racing Team Hungary           |
| 12                       | Filip Mareš              | Radovan Bucha             | Škoda Fabia Rally2 evo | Entry Engineering - ATT Investments   |
| 14                       | Adam Březík              | Ondřej Krajča             | Škoda Fabia R5         | Samohýl Škoda Team                    |
| 15                       | Alberto de Thurn y Taxis | Bernhard Ettel            | Škoda Fabia Rally2 evo | BRR Baumschlager Rallye & Racing Team |
| 16                       | Martin Vlček             | Alexandra Skripová        | Hyundai i20 R5         | Kowax 2BRally                         |
| 17                       | Martin László            | Dávid Berendi             | Škoda Fabia Rally2 evo | Topp-Cars Rally Team                  |
| 18                       | Petr Semerád             | Danny Persein             | Škoda Fabia Rally2 evo | Petr Semerád                          |
| 19                       | Emmanuel Guigou          | Kévin Bronner             | Alpine A110 Rally RGT  | Emmanuel Guigou                       |
| 20                       | Raphaël Astier           | Frédéric Vauclare         | Alpine A110 Rally RGT  | Raphaël Astier                        |
| 21                       | Jakub Jirovec            | Vítězslav Baďura          | Alpine A110 Rally RGT  | Jakub Jirovec                         |
| 22                       | Martin Rada              | Jaroslav Jugas            | Abarth 124 Rally RGT   | Agrotec Autoklub v AČR                |
| 23                       | Roberto Gobbin           | Ismaele Barra             | Abarth 124 Rally RGT   | Roberto Gobbin                        |
| 24                       | Igor Widłak              | Daniel Dymurski           | Ford Fiesta Rally3     | KG-RT                                 |
| 25                       | Laurent Pellier          | Marine Pelamourgues       | Opel Corsa Rally4      | ADAC Opel Rallye Junior Team          |
| 26                       | Óscar Palomo Ortíz       | Rodrigo Sanjuan           | Peugeot 208 Rally4     | Óscar Palomo Ortíz                    |
| 27                       | Andrea Mabellini         | Virginia Lenzi            | Renault Clio Rally4    | Toksport WRT                          |
| 28                       | Toni Herranen            | Sebastian Virtanen        | Ford Fiesta Rally4     | Toni Herranen                         |
| 29                       | Roberto Daprà            | Luca Guglielmetti         | Renault Clio Rally4    | Roberto Daprà                         |
| 30                       | Norbert Maior            | Francesca Maria Maior     | Peugeot 208 Rally4     | Norbert Maior                         |
| 31                       | Victor Hansen            | Victor Johansson          | Ford Fiesta Rally4     | Victor Hansen                         |
| 32                       | Mattia Vita              | Sofia D'Ambrosio          | Ford Fiesta Rally4     | Mattia Vita                           |
| 33                       | Nick Loof                | Hugo Magalhães            | Ford Fiesta Rally4     | Nick Loof                             |
| 34                       | Alex Español             | José Murado González      | Renault Clio Rally4    | Alex Español                          |
| 35                       | Daniel Polášek           | Kateřina Janovská         | Ford Fiesta Rally4     | Yacco ACCR Team                       |
| 36                       | Fabian Zeiringer         | Angelika Letz             | Opel Corsa Rally4      | ADAC Opel Rallye Junior Team          |
| 37                       | Norman Kreuter           | Jeannette Kvick Andersson | Peugeot 208 Rally4     | Norman Kreuter                        |
| 38                       | Roland Stengg            | Anna-Maria Seidl          | Opel Corsa Rally4      | Team Stengg Motorsport                |
| 39                       | Paulo Soria              | Marcelo Der Ohannesian    | Renault Clio Rally5    | Paulo Soria                           |
| 40                       | Sergio Fuentes Matías    | Alain Peña Salvador       | Renault Clio Rally5    | C.D. Todo Sport                       |
| 41                       | Giorgio Cogni            | Gabriele Zanni            | Renault Clio Rally5    | Giorgio Cogni                         |
| 42                       | Andrea Mazzocchi         | Silvia Gallotti           | Renault Clio Rally5    | Andrea Mazzocchi                      |
| 43                       | Emre Hasbay              | Onur Vatansever           | Renault Clio Rally5    | Emre Hasbay                           |
| 44                       | Patrik Herczig           | Kristóf Varga             | Renault Clio Rally5    | Herczig ASE                           |
| 45                       | Ghjuvanni Rossi          | Arnaud Dunand             | Renault Clio Rally5    | Ghjuvanni Rossi                       |
| Fuente: ewrc-results.com |                          |                           |                        |                                       |

## Itinerario
| Día                     | Tramo | Nombre                  | Distancia | Ganador de la etapa        | Automóvil                                    | Tiempo          | Líder de la general |
| ----------------------- | ----- | ----------------------- | --------- | -------------------------- | -------------------------------------------- | --------------- | ------------------- |
| Día 1 (26 de agosto)    | -     | Žlutava (Shakedown)     | 4.57 km   | Jan Kopecký                | Škoda Fabia Rally2 evo                       | 2:45.6          | -                   |
| Día 1 (26 de agosto)    | SS1   | SSS Zlín                | 9.57 km   | Jan Kopecký                | Škoda Fabia Rally2 evo                       | 7:07.1          | Jan Kopecký         |
| Día 2 (27 de agosto)    | SS2   | Březová 1               | 12.73 km  | Miklós Csomós              | Škoda Fabia R5                               | 8:14.8          | Václav Pech Jr      |
| Día 2 (27 de agosto)    | SS3   | Držková 1               | 24.32 km  | Jan Kopecký Václav Pech Jr | Škoda Fabia Rally2 evo Ford Focus RS WRC '06 | 13:47.3         | Václav Pech Jr      |
| Día 2 (27 de agosto)    | SS4   | Semetín 1               | 11.51 km  | Jan Kopecký                | Škoda Fabia Rally2 evo                       | 6:38.3          | Václav Pech Jr      |
| Día 2 (27 de agosto)    | SS5   | Březová 2               | 12.73 km  | Václav Pech Jr             | Ford Focus RS WRC '06                        | 7:43.0          | Václav Pech Jr      |
| Día 2 (27 de agosto)    | SS6   | Držková 2               | 24.32 km  | Erik Cais                  | Ford Fiesta Rally2                           | 13:40.7         | Jan Kopecký         |
| Día 2 (27 de agosto)    | SS7   | Semetín 2               | 11.51 km  | Jan Kopecký                | Škoda Fabia Rally2 evo                       | 6:33.2          | Jan Kopecký         |
| Día 3 (28 de agosto)    | SS8   | Bunč 1                  | 15.20 km  | Dominik Stříteský          | Škoda Fabia R5                               | 8:39.1          | Jan Kopecký         |
| Día 3 (28 de agosto)    | SS9   | Maják 1                 | 13.20 km  | Filip Mareš                | Škoda Fabia Rally2 evo                       | 7:24.1          | Jan Kopecký         |
| Día 3 (28 de agosto)    | SS10  | Pindula 1               | 19.54 km  | Ken Torn                   | Ford Fiesta Rally2                           | 10:37.8         | Jan Kopecký         |
| Día 3 (28 de agosto)    | SS11  | Bunč 2                  | 15.20 km  | Tramo cancelado            | Tramo cancelado                              | Tramo cancelado | Jan Kopecký         |
| Día 3 (28 de agosto)    | SS12  | Maják 2                 | 13.20 km  | Simon Wagner               | Škoda Fabia Rally2 evo                       | 7:20.2          | Jan Kopecký         |
| Día 3 (28 de agosto)    | SS13  | Pindula 2 (Power Stage) | 19.54 km  | Adam Březík                | Škoda Fabia R5                               | 10:45.7         | Jan Kopecký         |
| Fuente:ewrc-results.com |       |                         |           |                            |                                              |                 |                     |

### Power stage
El power stage fue una etapa de 19.54 km al final del rally. Se otorgaron puntos adicionales del campeonato europeo a los cinco más rápidos.
| Pos. | Piloto          | Copiloto          | Coche                  | Equipo                      | Tiempo  | Puntos |
| ---- | --------------- | ----------------- | ---------------------- | --------------------------- | ------- | ------ |
| 1    | Adam Březík     | Ondřej Krajča     | Škoda Fabia R5         | Samohýl Škoda Team          | 10:45.7 | 5      |
| 2    | Norbert Herczig | Ramón Ferencz     | Škoda Fabia Rally2 evo | Team MRF Tyres              | +3.1    | 4      |
| 3    | Simon Wagner    | Gerald Winter     | Škoda Fabia Rally2 evo | Eurosol Racing Team Hungary | +11.4   | 3      |
| 4    | Jan Kopecký     | Jan Hloušek       | Škoda Fabia Rally2 evo | Agrotec Škoda Rally Team    | +11.7   | 2      |
| 5    | Tom Kristensson | Andreas Johansson | Hyundai i20 R5         | Kowax 2BRally Racing        | +13.2   | 1      |

## Clasificación final
| Pos.                     | Piloto                   | Copiloto               | Automóvil                | Equipo                                | Tiempo    | Puntos  |
| ------------------------ | ------------------------ | ---------------------- | ------------------------ | ------------------------------------- | --------- | ------- |
| 1                        | Jan Kopecký              | Jan Hloušek            | Škoda Fabia Rally2 evo   | Agrotec Škoda Rally Team              | 1:59:27.6 | 30+2    |
| 2                        | Filip Mareš              | Radovan Bucha          | Škoda Fabia Rally2 evo   | Entry Engineering - ATT Investments   | +37.6     | 24      |
| 3                        | Simon Wagner             | Gerald Winter          | Škoda Fabia Rally2 evo   | Eurosol Racing Team Hungary           | +39.3     | 21+3    |
| 4                        | Erik Cais                | Petr Těšínský          | Ford Fiesta Rally2       | Yacco ACCR Team                       | +46.4     | 19      |
| 5                        | Dominik Stříteský        | Jiří Hovorka           | Škoda Fabia R5           | ACA Škoda Vančík Motorsport           | +56.6     | [ n 1 ] |
| 6                        | Norbert Herczig          | Ramón Ferencz          | Škoda Fabia Rally2 evo   | Team MRF Tyres                        | +3:43.1   | 17+4    |
| 7                        | Simone Campedelli        | Tania Canton           | Škoda Fabia Rally2 evo   | Team MRF Tyres                        | +4:07.4   | 15      |
| 8                        | Václav Pech Jr           | Petr Uhel              | Ford Focus RS WRC '06    | EuroOil Team                          | +4:25.3   | [ n 1 ] |
| 9                        | Martin László            | Dávid Berendi          | Škoda Fabia Rally2 evo   | Topp-Cars Rally Team                  | +6:21.3   | 13      |
| 10                       | Alberto de Thurn y Taxis | Bernhard Ettel         | Škoda Fabia Rally2 evo   | BRR Baumschlager Rallye & Racing Team | +6:28.2   | 11      |
| 11                       | Adam Březík              | Ondřej Krajča          | Škoda Fabia R5           | Samohýl Škoda Team                    | +6:55.0   | 9+5     |
| 12                       | Javier Pardo Siota       | Adrián Pérez Fernández | Škoda Fabia Rally2 evo   | Team MRF Tyres                        | +7:16.2   | 7       |
| 13                       | Raphaël Astier           | Frédéric Vauclare      | Alpine A110 Rally RGT    | Raphaël Astier                        | +8:43.7   | [ n 1 ] |
| 14                       | Aleš Jirásek             | Petr Machů             | Škoda Fabia R5           | PRAGA-Automotive s.r.o.               | +9:45.3   | [ n 1 ] |
| 15                       | Antonín Tlusťák          | Ivo Vybíral            | Škoda Fabia Rally2 evo   | Antonín Tlusťák                       | +10:45.1  | [ n 1 ] |
| 16                       | Laurent Pellier          | Marine Pelamourgues    | Opel Corsa Rally4        | ADAC Opel Rallye Junior Team          | +11:08.2  | 5       |
| 17                       | Michal Horák             | Ivan Horák             | Škoda Fabia R5           | Futures Contproduct s.r.o.            | +12:11.7  | [ n 1 ] |
| 18                       | Andrea Mabellini         | Virginia Lenzi         | Renault Clio Rally4      | Toksport WRT                          | +12:40.3  | 4       |
| 19                       | Jaromír Tarabus          | Daniel Trunkát         | Peugeot 208 Rally4       | Jaromír Tarabus                       | +12:47.0  | [ n 1 ] |
| 20                       | Petr Zedník              | Milan Pražák           | Ford Fiesta Rally2       | Petr Zedník                           | +12:56.4  | [ n 1 ] |
| 21                       | Óscar Palomo Ortíz       | Rodrigo Sanjuan        | Peugeot 208 Rally4       | Óscar Palomo Ortíz                    | +13:31.5  | 3       |
| 22                       | Pavel Ševčík             | Luděk Vajdák           | Mitsubishi Lancer Evo IX | Pavel Ševčík                          | +13:46.8  | [ n 1 ] |
| 23                       | Emmanuel Guigou          | Kévin Bronner          | Alpine A110 Rally RGT    | Emmanuel Guigou                       | +14:00.8  | [ n 1 ] |
| 24                       | Victor Cartier           | Marine Maye            | Toyota Yaris Rally2-Kit  | Victor Cartier                        | +15:14.0  | [ n 1 ] |
| 25                       | Petr Trnovec             | Miroslav Staněk        | Škoda Fabia Rally2 evo   | Petr Trnovec                          | +15:24.7  | [ n 1 ] |
| 26                       | Martin Vlček             | Alexandra Skripová     | Hyundai i20 R5           | Kowax 2BRally                         | +15:52.9  | 2       |
| 27                       | Daniel Polášek           | Kateřina Janovská      | Ford Fiesta Rally4       | Yacco ACCR Team                       | +17:13.1  | 1       |
| Fuente: ewrc-results.com |                          |                        |                          |                                       |           |         |